# Alegeri legislative în Italia, 1979
Alegerile parlamentare din anul 1979 au avut loc la data de 3 iunie 1979.

## Rezultate

### Camera Deputaților
| Democrația Creștină                   | 38.30% |
| Partidul Comunist Italian             | 30.38% |
| Partidul Socialist Italian            | 9.81%  |
| Mișcarea Socială Italiană             | 5.26%  |
| Partidul Democratic Socialist         | 3.84%  |
| Partidul Radical                      | 3.45%  |
| Partidul Republican Italian           | 3.03%  |
| Partidul Liberal Italian              | 1.94%  |
| Partidul Proletar Unit                | 1.37%  |
| Partidul Tirolean de sud al Oamenilor | 0.56%  |
| Altele                                | 3.06%  |

### Senat
| Democrația Creștină                   | 38.34% |
| Partidul Comunist Italian             | 31.35% |
| Partidul Socialist Italian            | 10.38% |
| Mișcarea socială Italiană             | 5.69%  |
| Partidul Socialist-Democratic Italian | 4.22%  |
| Partidul Republican Italian           | 3.36%  |
| Partidul Liberal Italian              | 2.21%  |
| Partidul Radical                      | 1.32%  |
| Partidul Tirolean de Sud al Oamenilor | 0.55%  |
| Altele                                | 2.49%  |

Președintele Partidului Creștin Democrat este Benigno Zaccagnini. Numărul populației care a votat acest partid este de 14.046.291, adică 38,3%.
Enrico Berlinguer este președintele Partidului Comunist Italian. Numărul populației care a votat acest partid este mai mic față de cel care a ales Partidul Creștin Democrat, adică 11.139.231, reprezentând 30,4%.